# Boris Popov
Boris Nikitič Popov (in russo Борис Никитич Попов?; 21 marzo 1941) è un ex pallanuotista e allenatore di pallanuoto sovietico, vincitore di una medaglia di bronzo alle olimpiadi di Tokyo 1964. Nel 2019 è stato inserito nella sezione allenatori dell'International Swimming Hall of Fame.. Come allenatore della nazionale maschile sovietica ha vinto una medaglia d'oro (alle Olimpiadi del 1980 a Mosca) e due di bronzo, oltre ad un oro mondiale, tre ori europei e due Coppe del Mondo.